# 卡代州

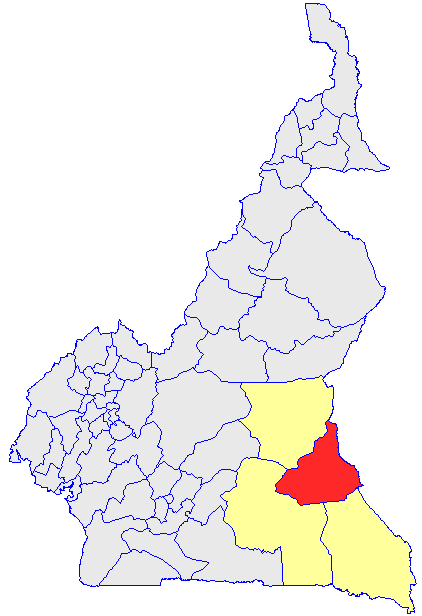

卡代州（法語：Kadey），是喀麥隆的58個州份之一，位於該國東南部，由東部區負責管轄，南面是本巴-恩科戈州，面積15,884平方公里，2001年人口192,927，人口密度每平方公里12.1人。